# Mount Carmel, Illinois
Mount Carmel är en stad (city) i Wabash County, i delstaten Illinois, USA. Enligt United States Census Bureau har staden en folkmängd på 7 216 invånare (2011) och en landarea på 12,6 km². Mount Carmel är huvudort i Wabash County.